# Каштру, Андре
Андре́ ди Ка́штру Пере́йра (порт. André de Castro Pereira; 2 апреля 1988 года, Гондомар) — португальский футболист, полузащитник клуба «Порту B».

## Клубная карьера
Андре Каштру начинал свою карьеру футболиста в «Порту». 2 февраля 2008 года он дебютировал в португальской Примейре, выйдя на замену в домашнем матче с клубом «Униан Лейрия». С середины того же года Каштру на правах аренды выступал за команду Сегунды «Ольяненсе», с которой в 2009 году вышел в Примейру. 13 сентября того же года он забил свой первый гол на высшем уровне, открыв счёт уже на первой минуте домашнего поединке против «Академики» из Коимбры.
Летом 2010 года Каштру вернулся в «Порту», но уже в январе следующего года был отдан в аренду хихонскому «Спортингу». 29 января он забил свой первый гол в испанской Примере, открыв счёт на третьей минуте гостевого матча с «Мальоркой».
Сезон 2012/13 Каштру провёл за «Порту», а с августа 2013 года выступал за турецкую «Касымпашу». 6 мая 2017 года он сделал дубль в гостевой игре Суперлиги с «Галатасараем».
В июле 2017 года португалец перешёл в турецкий «Гёзтепе», вернувшийся в Суперлигу.

## Достижения
«Порту»
- Чемпион Португалии (3): 2007/08, 2010/11, 2012/13
- Обладатель Суперкубка Португалии (1): 2012
- Победитель Лиги Европы УЕФА: 2010/11
- Финалист Кубка португальской лиги: 2012/13

«Ольяненсе»
- Победитель Второй лиги Португалии: 2008/09